# Australian Graduate Women
Australian Graduate Women (AGW), fondée en 1922, est l'organisation nationale des femmes diplômées d'université en Australie. Auparavant connue sous le nom de Australian Federation of University Women jusqu'en 2009 et Australian Federation of Graduate Women jusqu'en avril 2019, AGW est affiliée à la fédération Graduate Women International.
L'organisation fait pression sur le gouvernement fédéral sur les questions relatives aux femmes dans le milieu universitaire. Elle organise également des conférences triennales et attribue des bourses d'études supérieures. l'AGW fait campagne pour l'égalité des salaires et des opportunités d'emploi pour les femmes universitaires et contre les discriminations liées au genre dans l'éducation.
Plusieurs associations régionales œuvrent dans les Nouvelle-Galles du Sud, le Queensland, l'Victoria et Australie-Occidentale.

## Personnalités liées à l'organisation
- Louisa Macdonald, première principale du Women's College, Université de Sydney.
- Mildred Muscio, directrice d'école